# Арт Тейтум
Артур «Арт» Тейтум (англ. Arthur "Art" Tatum; нар. 13 жовтня 1909, Толедо, Огайо, США — пом. 5 листопада 1956, Лос-Анджелес) — американський джазовий піаніст, музикант та композитор, якого багато хто вважає одним з найбільших у своїй галузі. З самого початку своєї кар'єри технічні здібності Тейтума оцінювалися колегами-музикантами як — екстраординарні. Багато піаністів намагалися копіювати його, інші сумнівалися в своїх здібностях після зустрічі з ним, а деякі навіть змінили інструмент. Крім визнання його віртуозної техніки, Тейтум розширив словниковий запас і межі джазового фортепіано далеко за межі його початкового впливу «страйда», а також заклав нові основи джазу завдяки новаторському використанню — перегармонізації, озвучування і бітональності. 
Народившись в Толедо, де ще в підлітковому віці почав професійно грати на фортепіано і вів власну радіопрограму, що ретранслювалася по всій країні. У 1932 році покинув місто і виступав в якості сольного піаніста в клубах великих міських центрів, включаючи: Нью-Йорк, Чикаго і Лос-Анджелес. У те десятиліття він увійшов у звичний ритм, якого дотримувався протягом більшої частини своєї кар'єри — платні виступи, за якими слідували довгі позаурочні ігри, що супроводжувалися рясним вживанням алкоголю. Вважалося, що в цих позаурочних закладах він був більш спонтанним і творчим, і хоча випивка не чинила негативного впливу на його гру, вона шкодила його здоров'ю.
У 1940-х роках Тейтум деякий час керував комерційно успішним тріо і почав виступати в більш формальних джазових концертах, в тому числі на заходах — «Джаз у філармонії» (англ. Jazz at the Philharmonic), організованих Норманом Гранцем.
Його популярність зменшилася до кінця десятиліття, оскільки він продовжував грати в своєму власному стилі, ігноруючи розвиток бібопа. У середині 1950-х років Гранц багато записував Тейтума сольно і в невеликих групах, причому остання сесія відбулася всього за два місяці до смерті піаніста від уремії у віці 47 років.

## Біографія

### Раннє життя
Арт Тейтум народився 13 жовтня 1909 року в Толедо, штат Огайо. Мати — Мілдред Госкінс (Мартінсвілл, штат Вірджинія), була домашньою робітницею та грала на фортепіано. Його батько Артур Тейтум-старший (Стейтсвіль, штат Північна Кароліна), мав постійну роботу механіка та був гітаристом і старшиною в пресвітеріанській церкві. У 1909 році вони переїхали з Північної Кароліни, щоб почати нове життя в Толедо. У пари було четверо дітей; Арт був найстаршим з тих, хто вижив. Потім за ним послідувала — Арлін, а ще через два роки — Карл. Менший брат вступив до коледжу і став соціальним працівником. Сім'я Тейтум вважалася традиційною і церковною.
З дитинства у Тейтума був ослаблений зір. Цьому було запропоновано кілька пояснень, більшість з яких пов'язана з катарактою. В результаті операцій на очах, до 11 років Тейтум міг бачити близько розташовані предмети і, можливо, розрізняти кольори. Однак всі переваги цих процедур були зведені нанівець, коли на нього напали, ймовірно, у віці близько двадцяти років. В результаті нападу він повністю осліп на ліве око і мав дуже обмежений зір на правому. Незважаючи на це, існують численні свідчення про те, що він любив грати в карти і більярд.
Є різні відомості про те, чи грали батьки Тейтума на музичних інструментах, але цілком ймовірно, що в ранньому віці він познайомився з церковною музикою, в тому числі в пресвітеріанській церкві, яку відвідували його батьки. Він також почав грати на фортепіано з раннього віку, граючи на слух, чому сприяла відмінна пам'ять і почуття тону. Інші музиканти говорили, що у нього був абсолютний слух. У дитинстві він був чутливий до інтонації фортепіано і наполягав на його частому налаштуванні. Розучував мелодії по радіо, з платівок і копіюючи записи з піаніно. В інтерв'ю в зрілому віці Тейтум спростував історію про те, що його здібності до гри розвинулися через те, що він намагався відтворити записи з піаніно, які, без його відома, були зроблені двома виконавцями. Його інтерес до спорту був довічним, і він володів енциклопедичною пам'яттю на бейсбольну статистику.
Спочатку навчався в школі Джефферсона в Толедо, потім перейшов до Школи для сліпих в Колумбусі, Огайо, в кінці 1924 р. Пробувши там, ймовірно, менше року, він перевівся в — Толедську музичну школу. Овертон Г. Рейні, який давав йому офіційні уроки гри на фортепіано в класичній традиції, також був слабозорим, не імпровізував і не рекомендував своїм учням грати джаз. Формуючись на цій історії, можна припустити, що Тейтум був в значній мірі самоучкою як піаніст. До того часу, коли він був підлітком, Тейтума просили грати на різних світських заходах, і, ймовірно, йому платили за гру в клубах приблизно в 1924—1925 роках.
Тейтум черпав натхнення в основному у — Фетса Воллера і Джеймса Джонсона, які були зразками стилю страйд-піано, і в деякій мірі у більш сучасного Ерла Гайнса, старше Тейтума на шість років. Тейтум називав Воллера своїм найбільшим впливом, а Тедді Вілсон і Едді Барефілд говорили, що Гайнс був одним з його улюблених джазових піаністів. Інший вплив зробив піаніст Лі Сімс, який не грав джаз, але використовував акордові перекладання і оркестровий підхід (тб. охоплення всього звуку, а не виділення одного або декількох тембрів), який проявився в грі Тейтума.